# 莫尔斯环形山

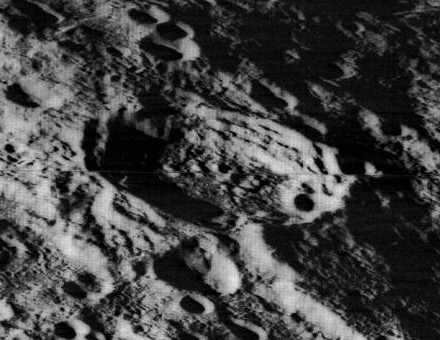
月球轨道器2号拍摄的斜视图

摩尔斯环形山（英語：Morse）是月球背面北半球上一座年轻的大撞击坑，约形成于爱拉托逊纪，其名称取自美国发明家、摩尔斯电码创立人萨缪尔·芬利·布里斯·摩尔斯(1791年-1872年)，1970年被国际天文联合会正式批准接受。

## 描述
该陨坑位于弗罗因德利希-沙罗诺夫盆地东北，西北邻近但丁环形山、东北坐落着菲茨杰拉德环形山，马尔西陨石坑和维尔塔宁陨石坑分别位于它的东面和西南；而奢湖则坐落在它的西南偏西方。
该环形山的中心月面坐标为21°54′N 175°17′W / 21.9°N 175.29°W，直径72.8公里，
深度2.8公里。
摩尔斯环形山呈多边形状，边缘相对清晰，未受到明显的后续撞击侵蚀。陨坑东南缘横跨着一座圆杯状撞击坑，而南侧缘有部分已崩塌；沿西北和西侧内壁坡显示有阶地特征；坑壁平均高出周边地形1340米，内部容积5400公里³。坑底地表大体平坦，但重峦叠嶂地分布着一些低矮的山丘，其中中心偏东北处坐落着一座双峰丘，其成分由斜长岩(A)和斜长石含量为85-90%的斜长岩所构成。

## 卫星陨石坑

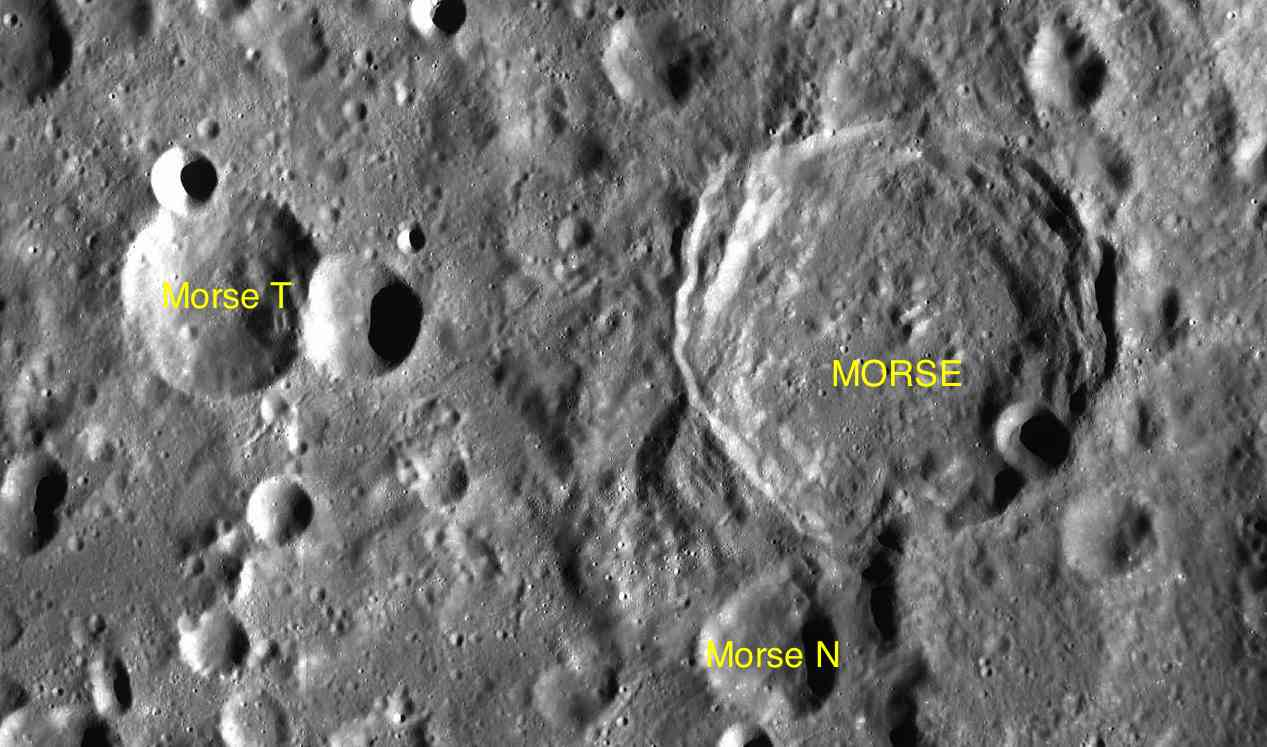
LAC-50 月面地图.

按惯例，最靠近摩尔斯环形山的卫星坑在月图上以字母标注在该坑中心点的旁边。
| 摩尔斯 | 纬度    | 经度     | 直径    |
| ------ | ------- | -------- | ------- |
| N      | 20.2° N | 176.1° W | 25 公里 |
| T      | 22.0° N | 179.5° W | 34 公里 |